# Подаревский, Эдуард Антонович
Эдуард Антонович Подаревский (1919, Балашов, Саратовская губерния — март 1943, Южный фронт) — русский советский поэт, филолог.

## Биография
Эдуард Антонович Подаревский родился в 1919 году в городе Балашове Балашовского уезда Саратовской губернияи, ныне город — административный центр Балашовского района Саратовской области.
Сочинять стихи он начал ещё в школе, но первое признание творчества пришло к нему в институте.
В 1936 году поступил на литературный факультет в Московский институт философии, литературы и истории имени Н. Г. Чернышевского (ИФЛИ).
Эдуард был главным оформителем ифлийской стенгазеты «Комсомолия», для которой не только писал стихи, статьи и рецензии, но и рисовал с превосходным, по мнению сокурсников, чувством юмора.
Мы с гордой небрежностью открываем стеклянную дверь института, сбегаем в подвальный этаж раздевалки и оттуда, не торопясь, поправляя на ходу волосы, поднимаемся на первый этаж, чтобы до звонка обменяться приветствиями с однокурсниками.
Сегодня здесь что-то произошло. Молодые умы, обычно фланирующие по лестницам и коридорам, сегодня толпятся у стены, густо лепятся друг к другу. Через их головы видим гигантскую газету - «КОМ-СО-МО-ЛИЯ». Тянется она по всей стене до конца коридора. По своим размерам, по краскам, по вдохновенным росчеркам и рисункам всё это не было стенной газетой. Это было произведение искусства<...>
В институтские годы Эдуард не только сам писал стихи, но также увлекался переводами из Гейне и Бехера. Совмещал учёбу с работой в журнале Красная новь.
В 1941 вместе со многими сокурсниками участвует в оборонных работах — роет противотанковые рвы под Малоярославцем. Сам себя в письмах друзьям в этот период называл «землекопом-любителем».
С 1942 учится на лейтенанта-минометчика в Смоленском военном пехотном училище в городе Сарапуле. После окончания обучения сам какое-то время остается инструктором и тренирует курсантов по тактике, стрельбе и лыжам.
Во время учёбы и после перевода на фронт продолжает писать рассказы, стихи и очерки. Печатается в газетах «Красный воин», «Литература и искусство» и журнале «Огонек».
Весной 1943 года Эдуард Подаревский пропал без вести во время контрнаступления фашистов на южном фронте. Последнее письмо, полученное его женой, датируется мартом 1943 года со штампом цензуры в Воронеже.

## Творчество
Стихотворения Э. А. Подаревского вошли в сборники:
- «Советские поэты, павшие на Великой Отечественной войне» (СПб.: Академический проект, 2005)
- «Имена на поверке» (М., 1965)
- «Пять обелисков» (1-4) (М., 1968—1972)
- «Строка, оборванная пулей» (М., 1976)
- «Из фронтовой лирики» (М., 1981)
- «До последней минуты» (Л., 1963)
- «До последнего дыхания» (М., 1985)